# Talaos
Dans la mythologie grecque, Talaos (en grec ancien Ταλαός / Talaós), fils de Bias et Péro (en) (ou Créthée et Tyro selon les auteurs) est roi d'Argos.
Parfois compté parmi les Argonautes, il a de nombreux enfants et meurt tué par Amphiaraos.

## Famille
Selon la généalogie traditionnelle, Talaos est né de l'union entre Bias et Péro (en),, cependant une version minoritaire l'imagine comme le fils d'un certain Périalcès.
Apollodore nous apprend qu'il était marié à Lysimaqué, fille d'Abas, de qui il eut de nombreux enfants : « Adraste, Parthénopée, Pronax (en), Mécistée, Aristomaque et Ériphyle, qu'Amphiaraos épousa. » Hippomédon est aussi parfois donné comme fils de Talaos, quand il n'est pas le fils d'Aristomaque (et donc petit-fils de Talaos). Tous sont liés à l'épisode mythologique des Sept contre Thèbes, et Pindare nous prévient déjà que « les fils de Talaos , vaincus par la discorde civile, n'étaient plus des princes. »
D'autres variantes nous disent que la femme de Talaos était Eurynomé, fille d'un certain Iphitus d'Argos ; ou Lysianassa, que son père Polybe de Sicyone donna en mariage à Talaos, roi d'Argos ; et d'autres encore disent que sa femme était une certaine Lysippe. Hygin donne deux filles supplémentaires à Talaos mais ne précise pas le nom de sa conjointe. Ces versions ont probablement été mentionnées dans plusieurs épisodes du cycle thébain, qui comprenaient la Guerre des Sept Chefs, et les Épigones. L'une de ces filles était Astynomé, citée comme la mère de Capanée et de Péribée, produits de son union avec Hipponoos (de). L'autre était Métidice, alors mère d'Hippomédon par son union avec Mnésimaque

## Mythologie
Talaos était le roi d'une des trois parties en lesquelles était divisé le royaume d'Argos. Les deux autres tiers du royaume étaient gouvernés par Antiphatès, fils de Mélampous, et par Mégapenthès, fils de Proétos.
Talaos est parfois compté, selon certaines versions secondaires, comme un des héros ayant pris part à l'expédition des Argonautes. 
Il meurt tué par Amphiaraos.

## Source
- Homère, Iliade [détail des éditions] [lire en ligne], Chant XXIII, 677-680.